# Krai del Cáucaso Norte
El krai del Cáucaso Norte (del ruso: Се́веро-Кавка́зский край) era una división administrativa de la República Socialista Federativa Soviética de Rusia. Fue establecido el 17 de octubre de 1924. Tras llevar a cabo numerosos cambios administrativos, fue rebautizado como krai de Ordzhonikidze (Орджоникидзевский край), por Sergo Ordzhonikidze, en marzo de 1937, y como krai de Stávropol el 12 de enero de 1943.
En 1932 la población del krai se estimaba en 1 290 000 habitantes en un área de 351 800 km². El 45,9 % de la población total era rusa, y el 37.2 % ucraniano.
En el censo soviético de 1937, el krai tenía una población de 1 635 277 habitantes.